# 愛兒 (絕命律師)
〈愛兒〉（英語：Mijo）是美國犯罪劇情電視劇《絕命律師》第一季的第二集，該集由劇集的聯合開創者彼得·古爾德編劇，並由蜜雪兒·麥勞倫執導。在美國，該集於2015年2月9日，亦即是劇集首播後的一晚在AMC播出，至於美國以外的多個國家則在串流媒體服務Netflix上首播。該集標題的來源是西班牙語中表達愛意的詞彙"mijo"[ˈmi.xo]，該詞是"mi hijo"（“我的兒子”）的縮寫。
該集標誌著迈克尔·曼多飾演的納丘·瓦加的首次亮相。

## 劇情
屠庫·薩拉曼卡（雷蒙·克魯茲 飾）在他的祖母回來時正在家調製萨尔萨酱。雙胞胎兄弟拉斯和卡爾不知道自己弄錯目標，因此他們仍然跟著屠庫的祖母回家，謊稱她使卡爾的腿嚴重受傷並肇事逃逸，要求她賠償醫藥費。在雙胞胎兄弟出言侮辱他的祖母後，屠庫用祖母的拐杖打昏他們，然後打電話安排納丘·瓦加（迈克尔·曼多 飾）、No-Doze（塞薩爾·加西亞（Cesar García） 飾）和Gonzo（小耶穌·帕揚（Jesús Payán Jr.） 飾）開一輛麵包車過來。吉米·麥吉爾（鮑勃·奧登科克 飾）來到前門尋找雙胞胎兄弟，屠庫這時用槍指著並拉他進房子。（承接上集“初出茅蘆”的結尾）
屠庫一直用槍指著吉米，吉米堅稱拉斯和卡爾並非故意針對屠庫的祖母。屠庫帶吉米到地下室，他看到拉斯和卡爾被捆綁並被塞住嘴巴，當他撕下拉斯嘴上的膠帶時，拉斯馬上說這一切都是吉米的主意。屠庫和他的手下用麵包車將三人帶到沙漠並開始盤問吉米。吉米在快速思考後告訴屠庫自己是一名律師，但屠庫不相信並威脅要砍掉他的一根手指，吉米嚇得馬上謊稱自己是FBI探員。納丘心存疑慮並再次威脅吉米，他在毫無辦法底下只能再次說出真相——自己是一名律師，當時只是打算騙凱特曼夫婦。納丘說服屠庫殺死一名律師會引起不必要的注意，屠庫因而放走吉米，但執意要殺死拉斯和卡爾。吉米利用自己身為律師的才能說服屠庫放過他們的性命，並說服他只打斷兩人各一條腿作為懲罰。
吉米將拉斯和卡爾帶到醫院後來到一家酒吧約會，一名酒吧顧客折斷麵包棒的聲音讓他想起雙胞胎兄弟的斷腿，他馬上衝到洗手間並不斷嘔吐。醉酒的吉米來到哥哥查克·麥吉爾（邁克爾·麥基恩 飾）的家中並倒在沙發上，但他忘記把手提電話留在郵箱裡，迫使患有電磁波過敏症的查克只能把手提電話扔到屋外。第二天早上，查克看到桌上拉斯和卡爾的醫院賬單，吉米向他再三保證不會回到自己的騙子過去。
吉米在法庭上工作了幾天後回到自己的辦公室，一名沙龍員工告訴他外面有一位委託人。吉米發現原來是納丘到來，納丘表示自己想偷凱特曼夫婦挪用的160萬美元公款並要求吉米幫忙，他會為此向吉米支付中間人傭金。吉米堅稱自己是一名律師而不是一名罪犯，隨後拒絕幫助納丘。納丘將電話號碼寫在吉米的一個火柴盒上，並告訴吉米當發現已經“被卷入其中”時打電話給他。

## 製作
該集由劇集的聯合開創者兼執行製片人彼得·古爾德編劇，他當初亦是《絕命毒師》第二季中首次介紹薩爾·古德曼一集的編劇。該集由蜜雪兒·麥勞倫執導，她除了在《絕命毒師》中執導最多的11集之外更在該劇擔任執行製片人。

## 迴響

### 收視率
在安排至星期一的常規時段後，該集總收視率為340萬觀眾，並在美國18-49歲的成年人統計人口中獲得1.6的收視率，與前一集首播集相比相當於觀眾人數下降50%，而成年人統計人口則下降52%。

### 評價
該集獲得絕大多數的正面評價。根据評論匯總网站爛番茄汇总的20篇评论文章，100%的评论家给予该作正面评价，使之獲得「認證新鮮」標識，平均打分为8.70分（满分10分）」
《福布斯》的埃里克·凱恩（Erik Kain）表示雖然討厭冗長的餐廳場景，但該集整體還是不錯的。儘管如此，他還是覺得自己“沒有像《絕命毒師》一樣被吸引得靠近座位邊緣來觀看——但該集很有趣、很滑稽，而且拍攝、演出和編劇都很優美。”《纽约时报》的大衛·西格爾（David Segal）在他正面評論中指出最喜歡該集的部分為“是精心製作吉米在法庭輕鬆活潑的蒙太奇手法，其向鲍勃·福斯的《爵士春秋》中同樣精心製作輕鬆活潑的蒙太奇手法致敬，並用相同的維瓦爾第協奏曲和‘演出時間到了！’口號作完結。”
《每日电讯报》的凱瑟琳·吉（Catherine Gee）給該集四顆星的評價（滿分五顆星），並說：“我們看到吉米·麥吉爾在為雙胞胎的命運討價還價時真正展示他的談判技巧。正是由於該集的聯合開創者兼編劇彼得·古爾德的巧手，我們才能沉溺於吉米是否可以讓屠庫決定從剝皮變為斷腿，同時也避免挖眼和撕破舌頭。”《IGN》的羅斯·科內特（Roth Cornet）給該集9/10分的評價，並說：“《絕命律師》的第二集一舉成功，該集為一部分是道德劇，一部分是希臘式悲劇（充滿已成定局且不那麼令人愉快的結局），一部分亦是給優秀演員的情書的劇集奠定了基礎。”
《衛報》的理查德·維恩（Richard Vine）也給予正面評論，特別是他覺得“沙漠場景中最好的事情是對納丘·瓦加這個角色的介紹。他比屠庫理性得多，亦能評估情況並追踪吉米到他的‘辦公室’”。《大西洋》更將“愛兒”評為2015年最佳電視劇集之一。
《紐約郵報》的邁克爾·斯塔爾（Michael Star）給該集三顆星的評價（滿分四顆星），並說：“星期日的首播集片段以輕快的方式進行，略帶悲傷的攝製藝術，就像《絕命毒師》一樣，以某種方式使明亮的新墨西哥州的陽光與蔚藍的天空作對比，看起來像是暴風雨般的不祥預兆——更被奧登柯克自信的演出和吉米的活潑對話所昇華……我總是很想知道一部新劇集如何/是否能夠延續其首播集的勢頭，尤其是像《絕命律師》這樣被AMC大肆宣傳的劇集，以至於你開始疑惑。但是星期一晚上的第二集很好地保持了其魔力，因為吉米有一個將改變他人生軌跡的頓悟，我們期待更多的驚喜。對於已經續訂第二季的劇集來說這是一個良好的開端——而且其還有時間成長。”

## 外部連結
- 互联网电影数据库上愛兒的资料（英文）
- 《愛兒》（页面存档备份，存于）在AMC
- 爛番茄上《愛兒》的資料（英文）